# فیلیپا ویتفورد
فیلیپا ویتفورد (انگلیسی: Philippa Whitford؛ زادهٔ ۲۴ دسامبر ۱۹۵۸) سیاستمدار حزب ملی اسکاتلند (SNP) و جراح پستان است. او که اصالتاً اهل ایرلند شمالی است، در مه ۲۰۱۵ برای اولین بار به عنوان نماینده پارلمان برای حوزه انتخابیه ایرشایر مرکزی انتخاب شد و در سال‌های ۲۰۱۷ و ۲۰۱۹ نیز مجدداً به این سمت انتخاب شد. ویتفورد در انتخابات عمومی ۲۰۲۴ از این سمت کناره‌گیری کرد. او پیش از این از دسامبر ۲۰۲۲ تا سپتامبر ۲۰۲۳ به عنوان سخنگوی SNP برای اسکاتلند خدمت کرده بود.

## زندگی اولیه و تحصیلات
ویتفورد در بلفاست، ایرلند شمالی از والدینی به نام الیزابت و فیلیپ ویتفورد متولد شد. خانواده او زمانی که او ده سال داشت به اسکاتلند نقل مکان کردند. او در مدرسه متوسطه کاتولیک وود گرین در لندن و آکادمی داگلاس در میلنگاوی تحصیل کرد، سپس در دانشگاه گلاسگو به تحصیل پزشکی پرداخت و مدرک پزشکی خود را دریافت کرد. او اولین زن در خانواده بود که به دانشگاه راه یافت.

### حرفه پزشکی
ویتفورد بیش از ۱۸ سال به عنوان جراح پستان مشاور در بیمارستان کراسهاوس فعالیت کرد. در سن سی سالگی و بلافاصله پس از جنگ اول خلیج فارس و در جریان انتفاضه اول فلسطین، او به مدت یک سال و نیم به عنوان داوطلب پزشکی در یک بیمارستان سازمان ملل در نوار غزه خدمت کرد. او در تعطیلات پارلمانی سال ۲۰۱۶ به کرانه باختری سفر کرد تا بر روی چهار زن مبتلا به سرطان پستان عمل جراحی انجام دهد و همچنین از غزه بازدید کرد تا به بیمارستان‌های محلی در مورد بهبود خدمات بهداشتی مشاوره دهد.

### حرفه سیاسی
ویتفورد در سال ۲۰۱۲ به حزب ملی اسکاتلند پیوست. او در کمپین مربوط به همه‌پرسی استقلال اسکاتلند در سال ۲۰۱۴ مشارکت فعال داشت و از استقلال به عنوان راهی برای محافظت از سرویس سلامت ملی اسکاتلند (NHS) در برابر «برنامه خصوصی‌سازی تدریجی که خدمات در انگلستان را تضعیف می‌کند» دفاع کرد. یک ویدئوی آنلاین از او که ادعا می‌کرد NHS در انگلستان ظرف پنج سال و در اسکاتلند ظرف ده سال خصوصی خواهد شد، در آن زمان به شدت پخش شد.

### دوره نمایندگی در مجلس عوام
ویتفورد برای رقابت در حوزه ایرشایر مرکزی در انتخابات عمومی ۲۰۱۵ انتخاب شد. او با کسب ۲۶۹۹۹ رأی (۵۳٫۲٪ آرا) بر نماینده وقت حزب کارگر، برایان دونوهو، با اختلاف ۱۳۵۸۹ رأی پیروز شد. او در ۲ ژوئن ۲۰۱۵ اولین سخنرانی خود را در مجلس عوام ایراد کرد. او عضو کمیته مشترک لایحه پیش‌نویس خشونت خانگی بود، اما در ۱۱ مارس ۲۰۱۹ از این کمیته خارج شد و لیز ساویل رابرتز جایگزین او شد.
در اوت ۲۰۲۰ پس از تغییر قوانین SNP در مورد انتخاب نامزدها، که به معنای استعفای نمایندگان مجلس از سمت خود در وستمینستر برای نامزدی در پارلمان اسکاتلند بود، ویتفورد در توییتی نوشت: «برای همه نمایندگان SNP - که اکنون در وستمینستر گرفتار شده‌اند بدون هیچ راه ساده‌ای برای نامزدی در پارلمان خود اسکاتلند. هیچ‌کس قبل از اینکه هر یک از ما برای وستمینستر نامزد شویم، این را ذکر نکرد.» این توییت واکنش خشمگینانه‌ای از سوی مخالفان سیاسی برانگیخت.
در مارس ۲۰۲۱، ویتفورد موقعیت اسکاتلند را به عنوان بخشی از پادشاهی متحده به زنی تشبیه کرد که در اتاقی «قفل شده» و دفترچه چکش «گرفته شده» است. این اظهارات توسط جکی بایلی، معاون رهبر حزب کارگر اسکاتلند، «تکان‌دهنده» توصیف شد و گفت: «چالش مداوم وجود دارد تا اطمینان حاصل شود که خشونت خانگی جدی گرفته می‌شود و شدت چنین جرایمی به درستی شناخته شود، بنابراین هیچ‌کس، چه رسد به یک نماینده مجلس، نباید با بیان چنین نظراتی موضوع را بی‌اهمیت جلوه دهد که مطمئناً باعث رنجش مردم شده است.»